# Schloss Esterházy (Eisenstadt)

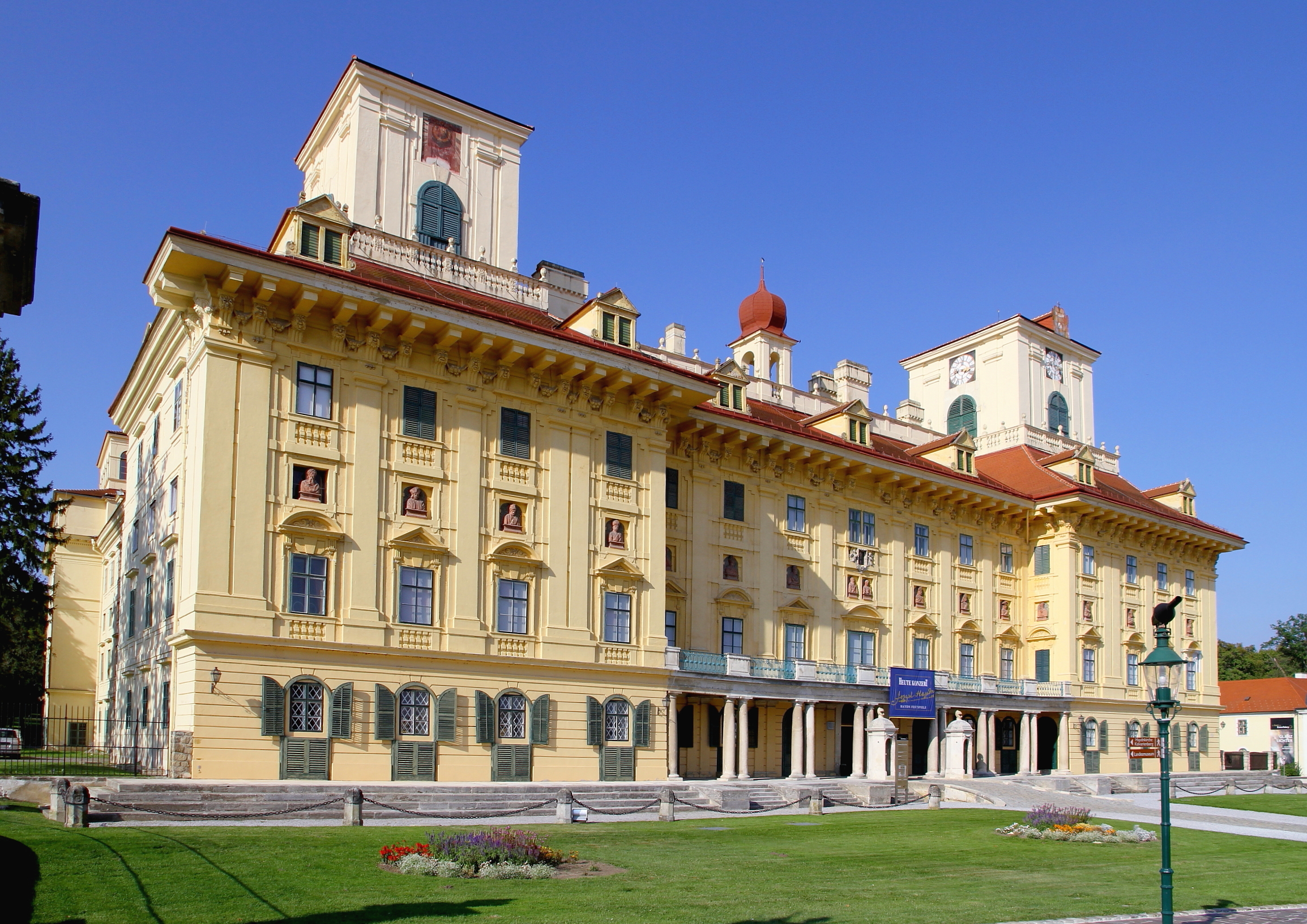
Schloss Esterházy in Eisenstadt (2011)

Das Schloss Esterházy ist ein Schloss in der burgenländischen Landeshauptstadt Eisenstadt. Es steht im Besitz der F. E. Familienprivatstiftung Eisenstadt.

## Geschichte

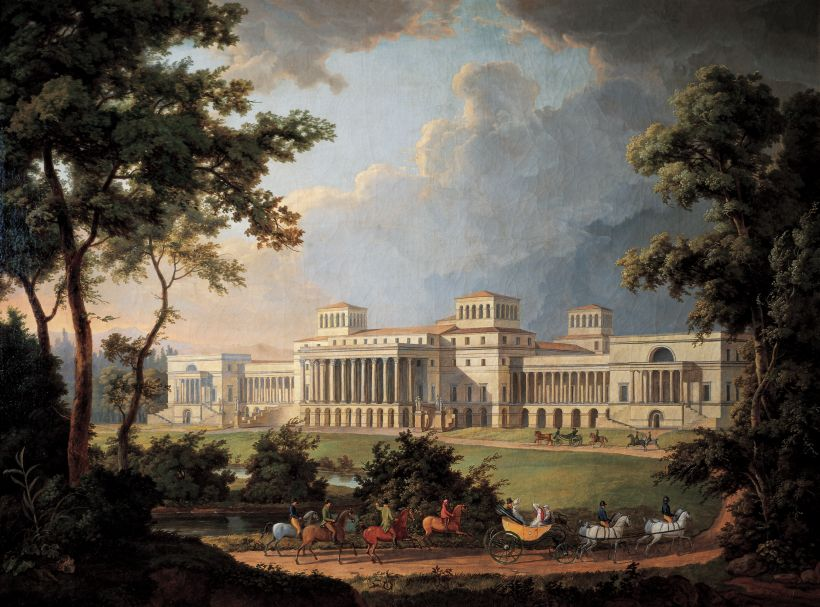
Projektierte Gartenfassade des Schlosses Esterházy (Ölgemälde von Albert Christoph Dies, 1812)

An der Stelle des heutigen Schlosses stand eine gotische Burg, deren Ursprünge auf das 13. Jahrhundert zurückgehen. Es war im Besitz der Familie Gutk, die zahlreiche Güter in Westungarn besaß. Im Jahr 1364 wurde die Burg von der Familie Kanizsay erworben und großzügig ausgebaut. Aufgrund einer Erlaubnis des ungarischen Königs Ludwig des Großen baute die Familie um den ganzen Ort Eisenstadt eine Mauer, die Burg war dabei Teil der Stadtbefestigung.
Zwischen 1445 und 1464 kam die Burg mit der ganzen Stadt in den Besitz der niederösterreichischen Kammergutsadministration. Von dieser wurde die Burg vorerst nur verpfändet, weshalb keine Umbauten vorgenommen wurden. Der Versöhnung Kaisers Friedrich III. mit dem ungarischen König Matthias Corvinus zufolge kehrte die Stadt mit der Gesamtheit des damaligen Westungarns vorübergehend zum Königreich Ungarn zurück.
Im Jahre 1622 kam die Burg als Pfandleihe in die Verwaltung der Familie Esterházy – als Tauschobjekt nach dem Frieden von Nikolsburg, bei dem Nikolaus Graf Esterházy die Herrschaft Munkács (in der heutigen Ukraine) an Gábor Bethlen abtrat. 1649 kaufte Nikolaus’ Sohn Ladislaus die Burg von Ferdinand III.; seither steht das Areal in ununterbrochenem Eigentum der Esterházy. Da ihnen die Stadt Eisenstadt (innerhalb der Stadtmauern) nicht untertan war, sondern sich 1648 den Rang einer königlich-ungarischen Freistadt erkauft hatte, veranlasste die Familie Siedlungstätigkeit in geringer Entfernung westlich des Schlosses. Zunächst noch östlich des Schlosses siedelte sich im 18. Jahrhundert u. a. die jüdische Gemeinde an.
Nach dem Tod Ladislaus’ ließ sein Bruder Paul I. die Burg zwischen 1663 und 1672 zu einem Barockschloss umbauen, das 300 Jahre lang eine der Hauptresidenzen der bald in den Fürstenstand erhobenen Familie blieb. Mit der Planung wurde Carlo Martino Carlone beauftragt, Steinmetzarbeiten wurden an die Meister Hieronymus Bregno, Ambrosius Ferrethi und die Brüder Ambrosius und Giorgio Regondi aus Kaisersteinbruch vergeben. Der Umbau dauerte ungefähr zehn Jahre. Die später noch notwendigen Arbeiten kamen durch die Zweite Türkenbelagerung 1683 ins Stocken.
Im 18. Jahrhundert wurde das Schloss äußerlich nur wenig verändert. Die meisten Umbauten betrafen das Innere. Lieferungen von hartem Stein aus Kaisersteinbruch, dem „Kaiserstein“, erfolgten 1745/1746 für die steinerne Brückenkonstruktion über den Schlossgraben, 1761 von Meister Johann Michael Strickner für die neue Hauptstiege.
Unter Nikolaus II. wurde der Bau Anfang des 19. Jahrhunderts (1805–1815) von Karl Ehmann zu einem klassizistischen Schloss, nach Plänen des Architekten Charles de Moreau, umgebaut. Im Zuge dessen wurde der Wassergraben zugeschüttet. Allerdings mussten die Arbeiten wegen der Besetzung Eisenstadts durch die napoleonischen Truppen abgebrochen werden und konnten aufgrund der finanziellen Belastung der Esterházy durch den Krieg gegen die Franzosen nicht mehr weitergeführt werden. Deshalb besteht heute nur der Mittelteil der von Moreau mehr als doppelt so groß geplanten Fürstenresidenz. Ende des 19. Jahrhunderts wurden größere Renovierungsarbeiten durchgeführt, die aber am Erscheinungsbild nicht viel änderten.

## Gegenwart

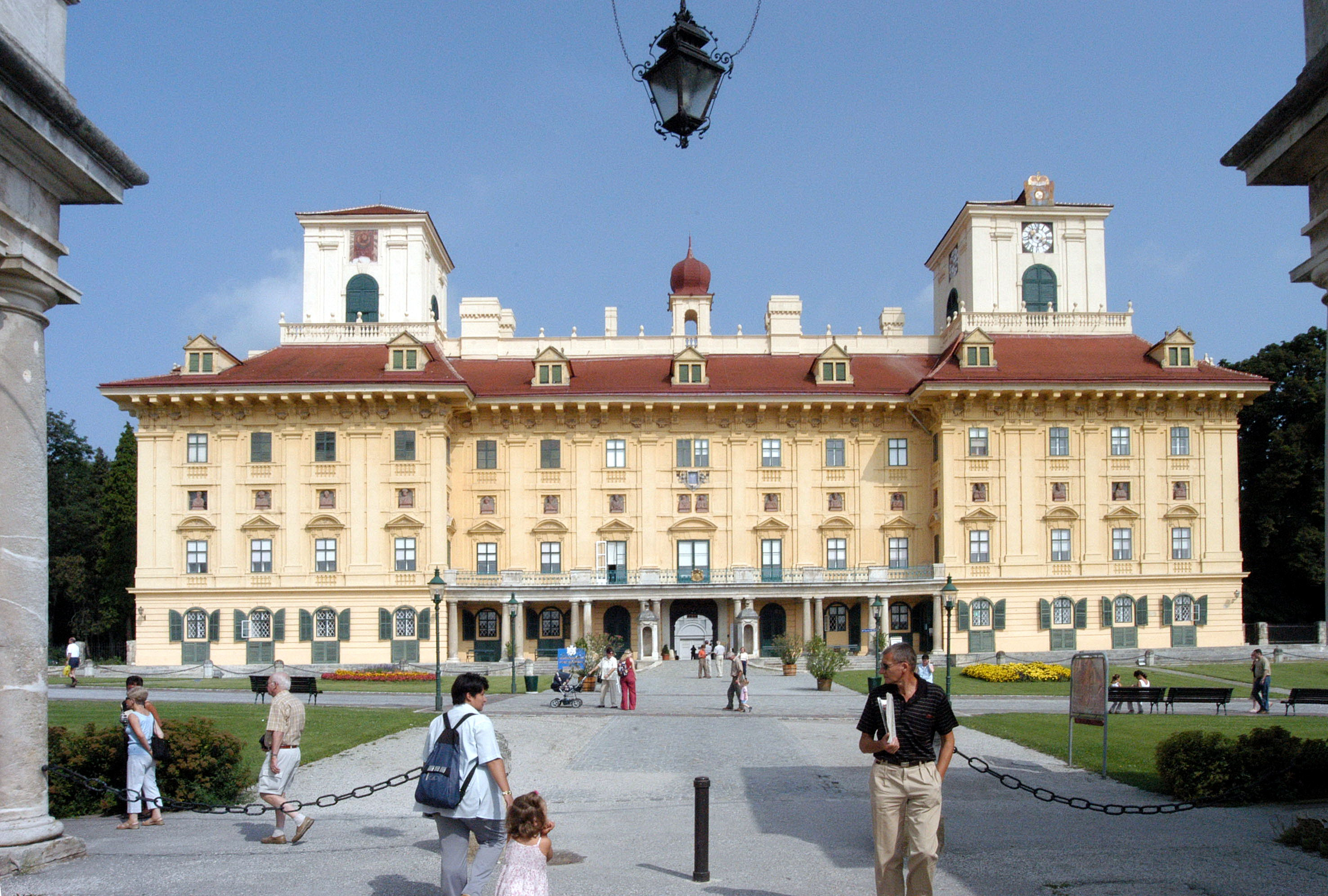
Schloss Esterházy 2003

Nach dem Zweiten Weltkrieg wurde während der Besatzungszeit ein Teil der burgenländischen Landesregierung im Schloss untergebracht. Nach 1969 wurden Teile des Schlosses vom Land Burgenland gepachtet und in einer landeseigenen Betriebsgesellschaft verwaltet. Diese Pacht, die umfangreiche Renovierungs- wie Adaptierungsarbeiten mit einschloss, ging mit dem 31. Dezember 2009 zu Ende, da das Land nicht bereit gewesen war, sich an den ambitionierten Ausbauplänen der Esterházyschen Stiftungen finanziell zu beteiligen.
Bei der bis 2021 durchgeführten Sanierung der gesamten Dachlandschaft wurden in vier Abschnitten alle vier Türme, der Wendelgang samt Kaminen, Balustraden, Zieraufsätzen, Zwiebeldächern sowie Sonnen- und Turmuhr umfassend erneuert. Bei der Sanierung wurde die Anwendung bestimmter historischer Putztechniken wieder aufgegriffen und die Wiederausbildung „verschwundener“ Gesimse oder die Rückführung der Portale auf ihre ursprüngliche, barocke, Lage umgesetzt.

## Kulturelle Veranstaltungen
Der historische Festsaal des Schlosses (im 17. Jahrhundert als „Großer Saal“ bezeichnet) ist seit der Mitte des 20. Jahrhunderts als Haydnsaal bekannt und wird oft als Konzertsaal verwendet. Joseph Haydn stand von 1761 bis 1803 als Hofmusiker, Kapellmeister und Komponist im Dienst am Fürstenhof der Esterházy. Darüber hinaus richtete er Werke für den Spielbetrieb in Schloss Esterházy (Fertöd) ein und leitete als Kapellmeister mehr als 1000 Aufführungen.
Das Schloss Esterházy war ab 1986 auch Sitz des Vereins der Burgenländischen Haydn Festspiele, die von 1989 bis 2016 im Schloss stattgefunden haben. Seit 2017 veranstalten die Esterhazy Betriebe mit Herbstgold ein jährliches, im September stattfindendes Nachfolgerfestival der Haydn Festspiele, das mit einem Mix aus Jazz, Roma-, Balkan- und klassischer Musik sowie Kulinarik in Eisenstadt verstärkt junges Publikum ansprechen soll. Das Schloss Esterházy dient dabei zusammen mit der Orangerie im Schlossgarten als Schauplatz des Festivals. Im Fokus des musikalischen Ereignisses stehen zudem Werke von Haydn, Beethoven, Mozart und Schubert. 2024 fand erstmals das Pianofestival Keys to Heaven statt.

## Ausstellungen
Das Schloss beherbergt mehrere Dauerausstellungen. Gezeigt werden beispielsweise Exponate zur Baugeschichte, Porzellanraritäten, Tafelsilber oder Gemälde. Spezielle Dauerausstellungen widmen sich dem Leben und Wirken von Melinda Esterházy, Josef Haydn und seiner Musik oder dem Weinbau und der -kultur. 2009 wurde die Eröffnung der von Herbert Lachmayer konzipierten Ausstellung Haydn explosiv medial aufmerksam verfolgt, denn sie betonte die innovativen Momente im Schaffen des Komponisten und galt in ihrer Inszenierung durch die Nutzung multimedialer Elemente und die Einbindung von Werken vieler anderer Künstler, beispielsweise von Roy Lichtenstein, Rudolf Polanszky, Franz West, Pipilotti Rist oder Otto Zitko, selbst als neuartig.
Neben den Dauerausstellungen gibt es temporäre Präsentationen wie etwa zum jüdischen Leben im heutigen Burgenland, insbesondere den Siebengemeinden. Auch moderne Kunst wird immer wieder in Jahresausstellungen gezeigt, unter anderem Kunstwerke von Preisträgern des Esterhazy Art Awards.

## Anlage
Gegen Ende des 18. Jahrhunderts ließ Fürst Anton I. Esterházy (1738–1794) gegenüber dem Schloss zwei Trakte für Hauptwache, Wagenburg und Pferdeställe errichten. Die Pläne hatte Benedikt Henrici ausgearbeitet, den Bau verantwortete Joseph Ringer d. J. Der Schlosskomplex umfasst damit bis heute das Hauptgebäude mit Schlosskapelle, die Wirtschaftsgebäude und den Park. Im Eingangsbereich der Anlage findet sich auch ein denkmalgeschütztes Portal und der Emerikusbrunnen, errichtet Ende des 19. Jahrhunderts. Teile der Wirtschaftsgebäude werden heute zu gewerblichen Zwecken genutzt. So dient der Pferdestall als ein nach Henrici benanntes Restaurant. Ein anderer Wirtschaftsgebäudebereich fungiert als Vinothek.

## Schlosspark Esterházy
Der zum Schloss Esterházy dazugehörige Schlosspark wurde im Jahr 1624 von Graf Nikolaus Esterházy angelegt und erstreckt sich über 50 Hektar Fläche. Er zählt zu den bedeutendsten Landschaftsgärten des 19. Jahrhunderts und steht wie auch das Schloss Esterházy seit 1925 unter Denkmalschutz. Aufgrund der Blumenvielfalt sowie den Orangerie-Anlagen gilt der Schlosspark als Oase und grüne Lunge der Stadt. Der im östlichen Teil des Parks liegende Leopoldinentempel hat sich als beliebte Hochzeitslocation etabliert. 1962 schloss die Stadt Eisenstadt mit dem Eigentümer Paul Esterházy einen Vertrag ab, womit ein großer Teil des Parks für die Öffentlichkeit zugänglich gemacht wurde. Durch den „Verein zur Pachtung, Erhaltung und Pflege des Esterhazy Schlossparks“ und den „Verein der Freunde des Eisenstädter Schlossparks“, der 1987 gegründet wurde, wurde seit 1996 der Schlosspark Esterházy regelmäßig renoviert und revitalisiert. Am 30. September 2021 ist der Pachtvertrag, der 1996 unterzeichnet wurde, zwischen der Stadt Eisenstadt und Esterházy allerdings ausgelaufen. Anstelle des „Verein zur Pachtung, Erhaltung und Pflege des Esterházy Schlossparks“ gründeten die Stadt Eisenstadt und die Esterházy Betriebe eine gemeinnützige Gesellschaft. Die Schlosspark GmbH regelt bis 2051 die Zusammenarbeit im Schlosspark wie dessen Erhalt und Weiterentwicklung. Der Schlosspark bleibt weiterhin öffentlich zugänglich.

## Sonstiges
Am 9. November 1962 brachte die Österreichische Post zu diesem Motiv eine Dauermarke der Briefmarkenserie Österreichische Baudenkmäler im Wert von 3,50 Schilling heraus.

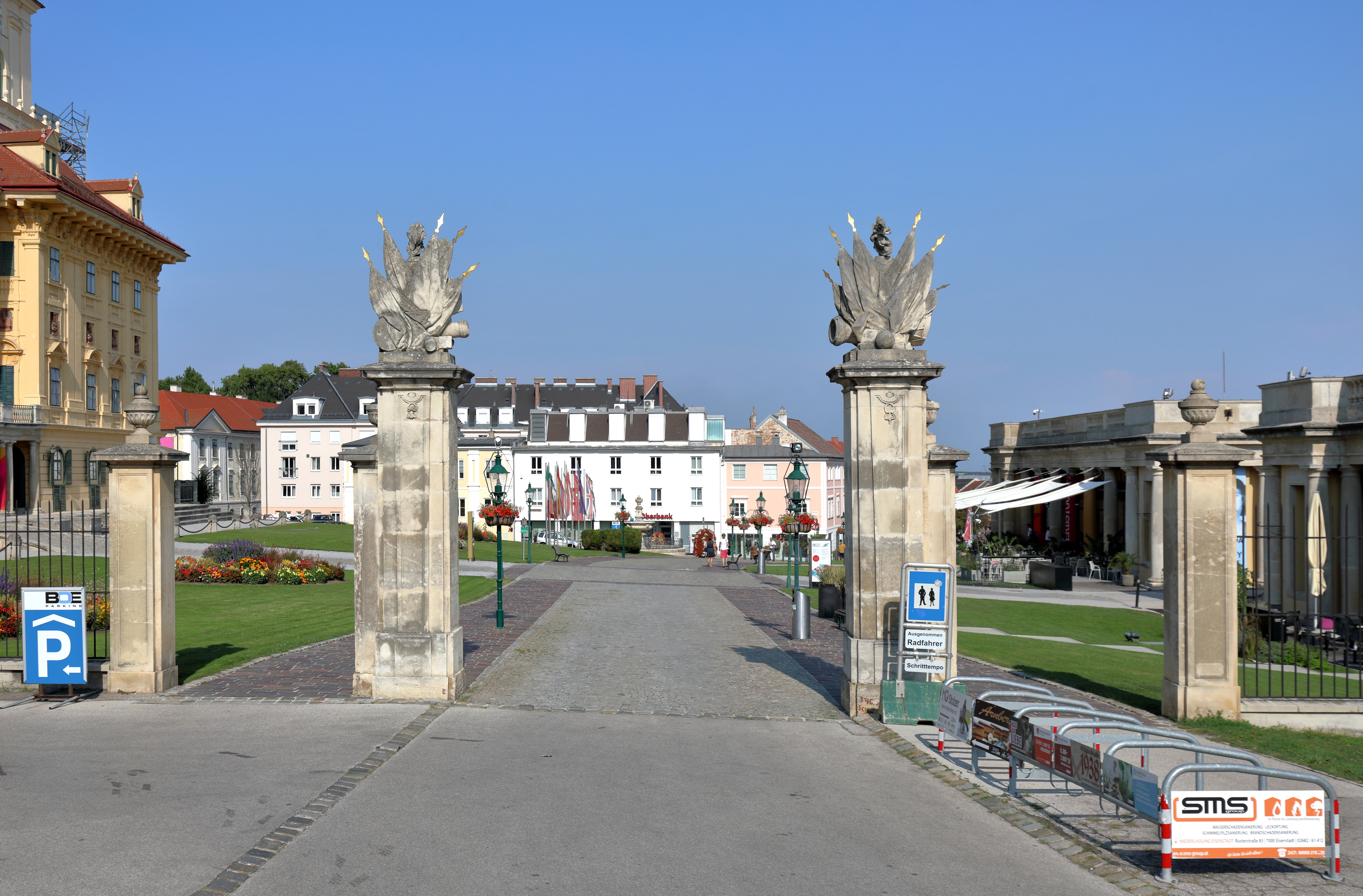
Eingangsportal zum Schlossplatz
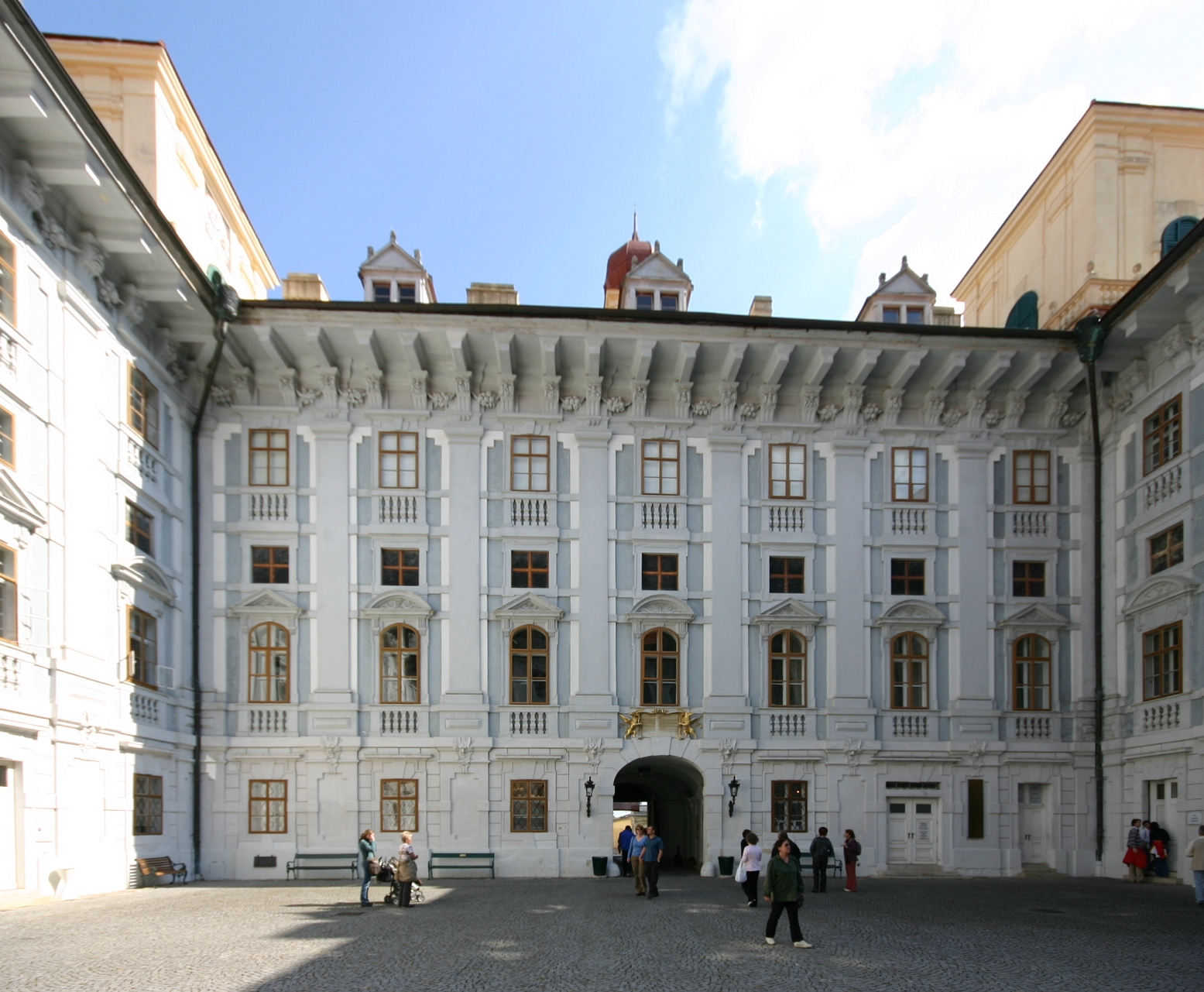
Innenhof
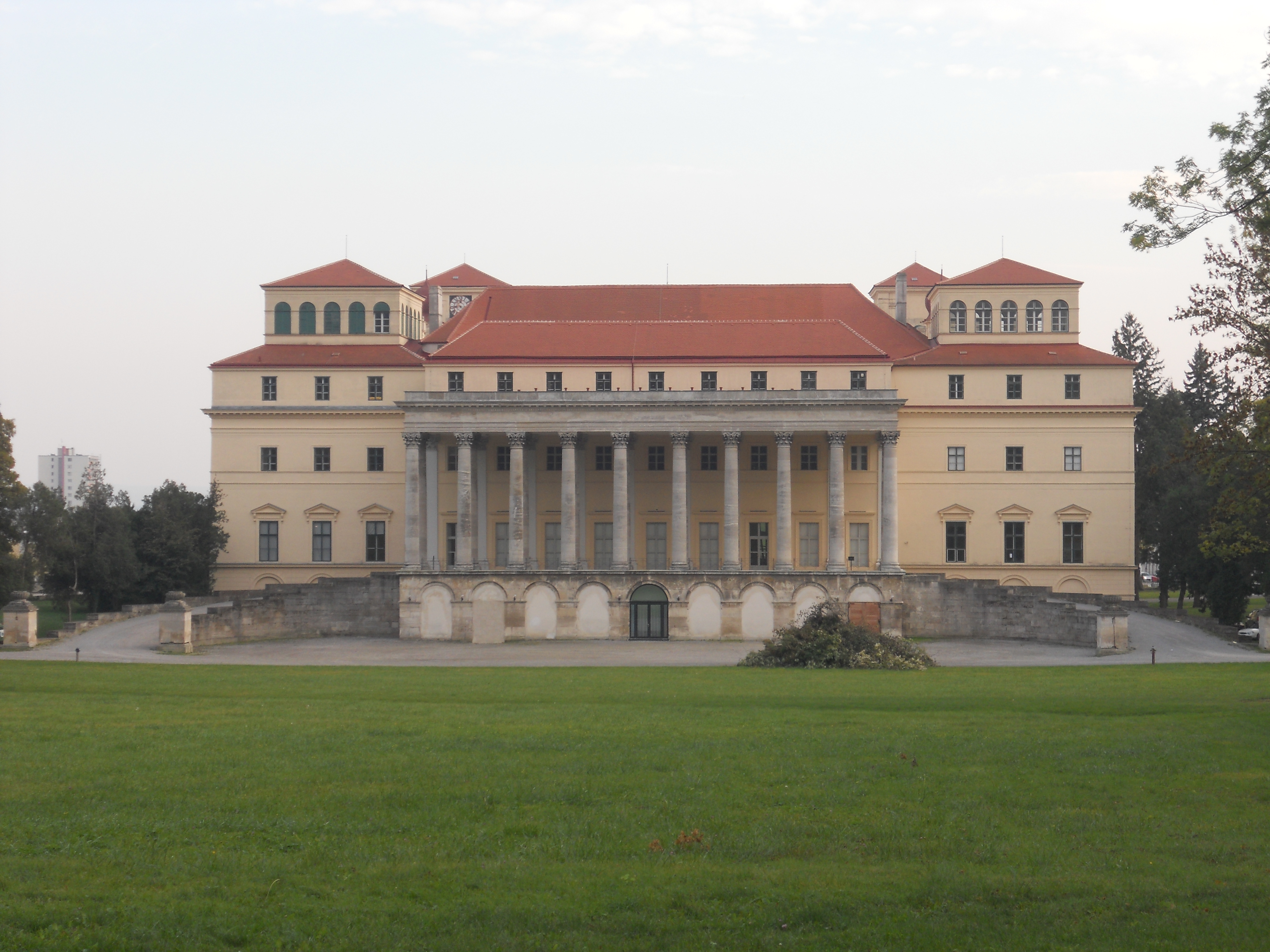
Ansicht der Rückseite vom Schlosspark
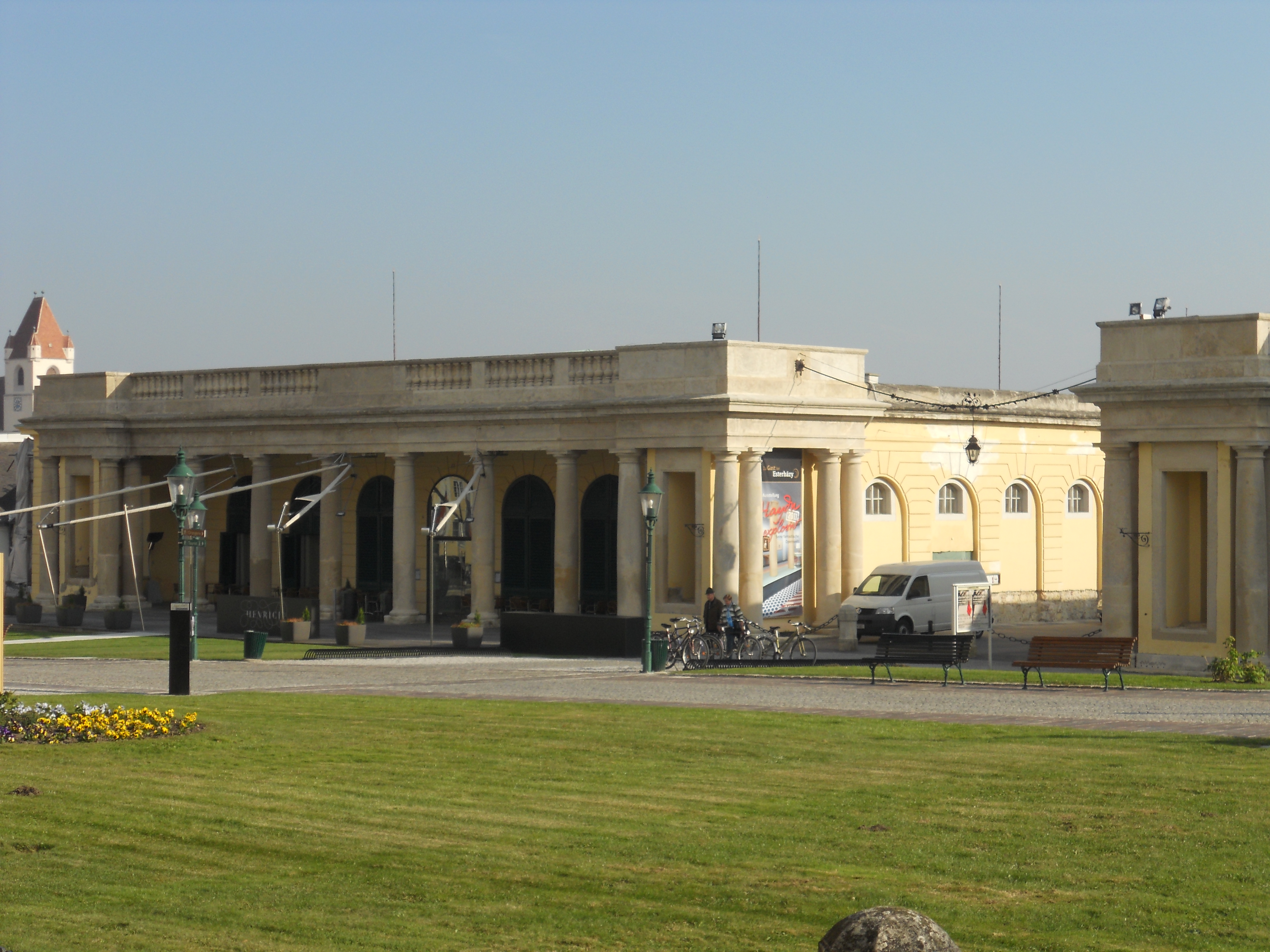
Ehemalige Stallungen am Schlossplatz
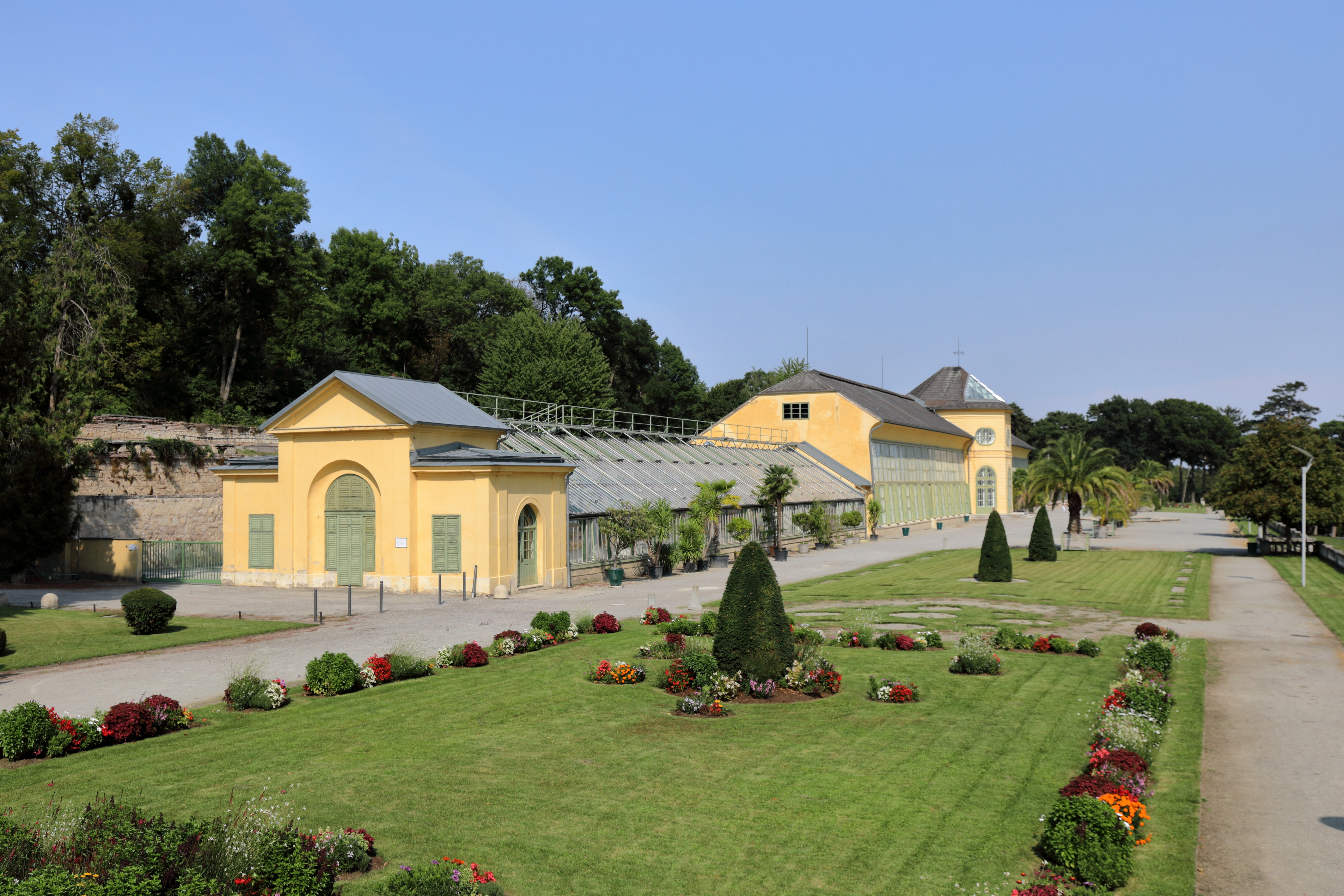
Orangerie Schlosspark
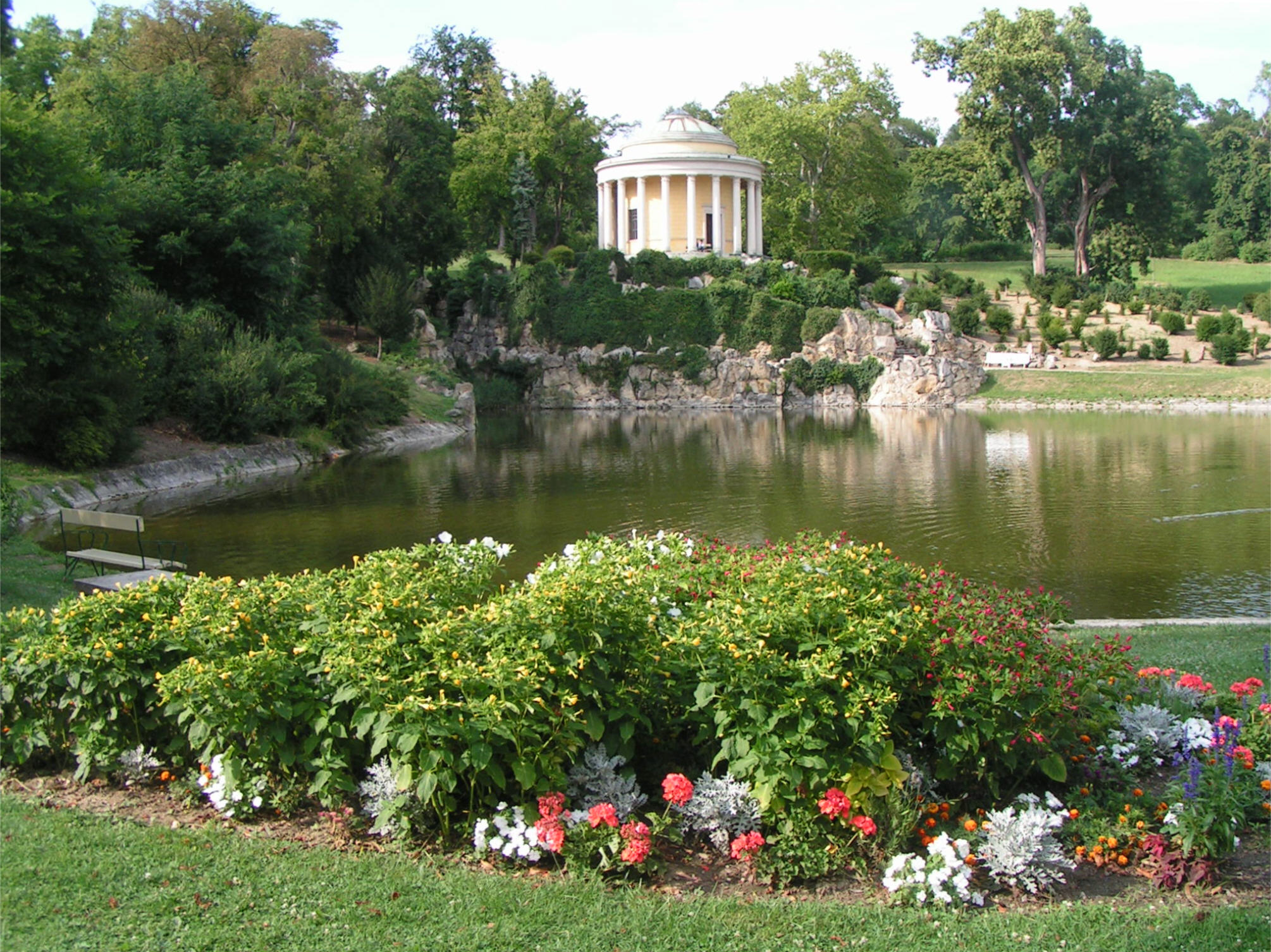
Leopoldinentempel im Schlosspark
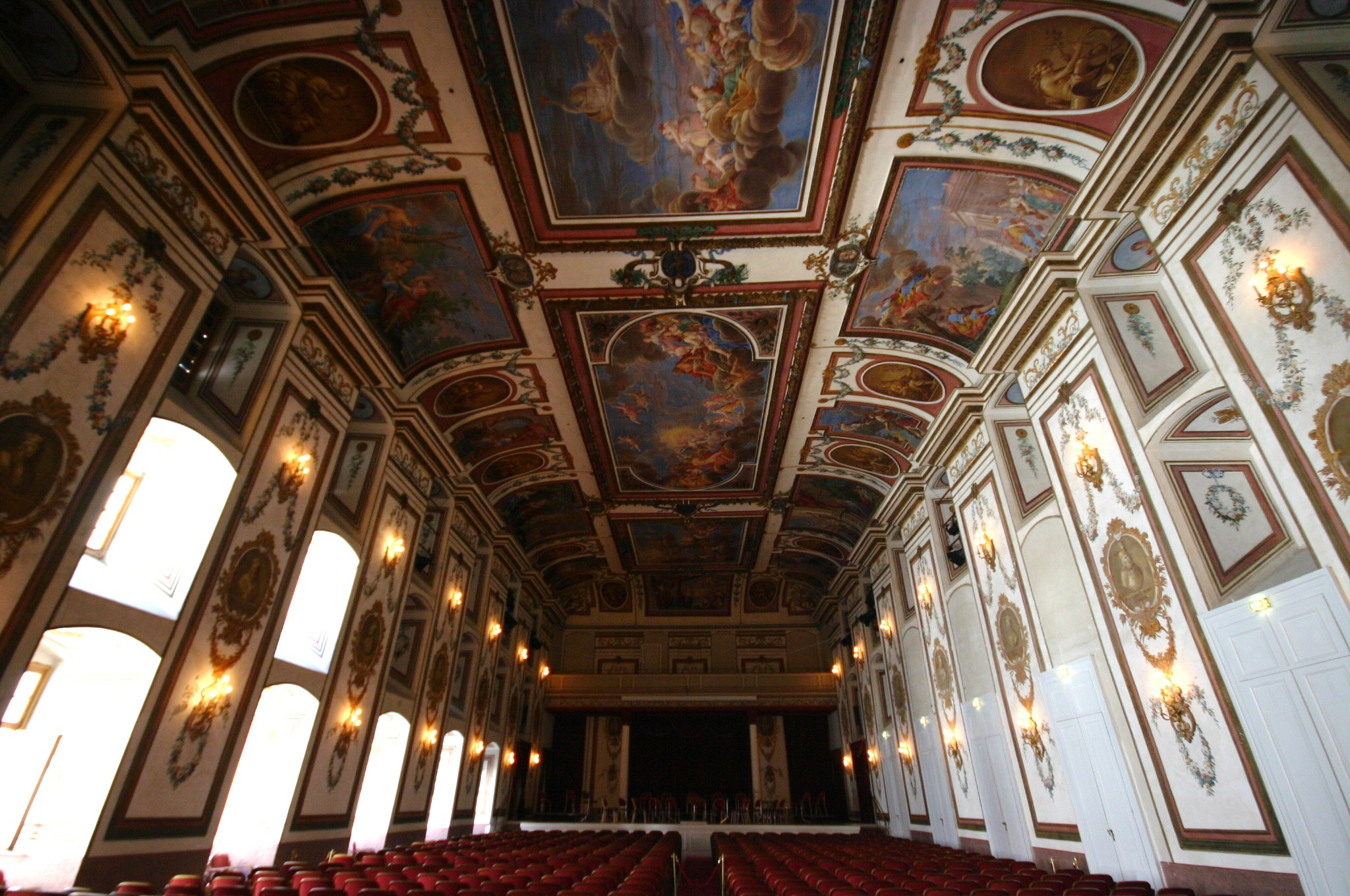
Haydnsaal
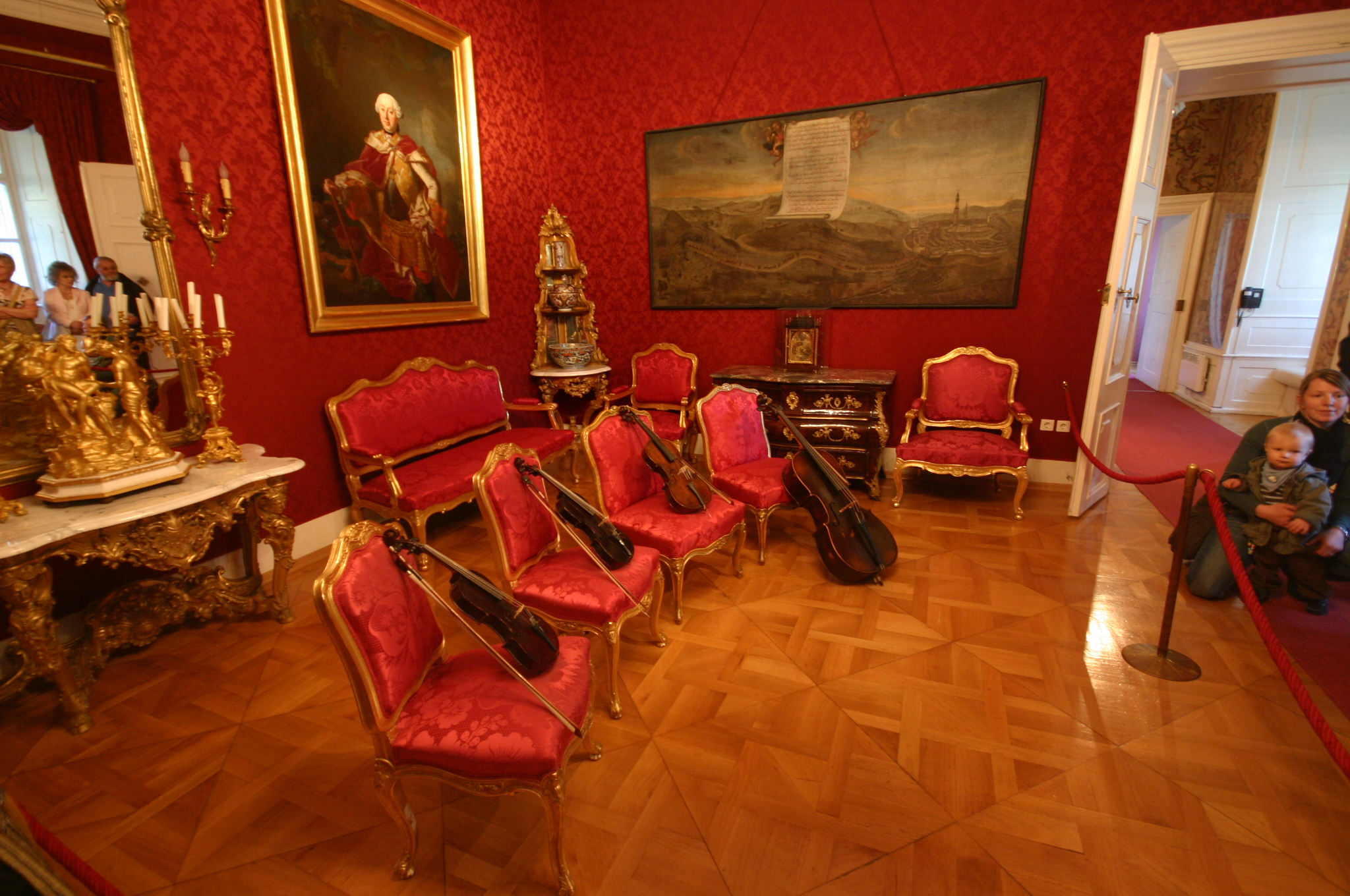
Roter Salon